# Premiere Cinemas
Premiere Cinemas je síť čtyř multikin v ČR provozovaná českou společností Premiere Cinemas Czech s.r.o. Na trhu existuje od roku 2012, kdy převzalo své první multikino v Hostivaři od provozovatele multikin Cinema City, nástupce Palace Cinemas. Společnost provozuje multiplexy v Praze, Olomouci a Teplicích.
Od 31.07.2025 společnost otevřela multiplex v Karlových Varech se 6 sály.

## Multiplexy
| Město                         | Počet sálů |
| ----------------------------- | ---------- |
| Praha (OC Vivo! Hostivař)     | 8          |
| Olomouc (OC Galerie Šantovka) | 6          |
| Teplice (OC Galerie Teplice)  | 4          |
| Karlovy Vary (OC Varyáda)     | 6          |